# Manganui (rivière du Northland)
Pour les articles homonymes, voir autres rivière de Nouvelle-Zélande de même nom Manganui et Manganui (rivère de Waikato).
C’est la plus large des rivières nommées Manganui de Nouvelle-Zélande (en anglais : Manganui River) et c’est un cours d’eau de la région du  Northland dans l’île du Nord de la Nouvelle-Zélande.

## Géographie
Elle suit un trajet  généralement vers l’ouest à partir de sa source située à l’ouest de la ville de Ruakaka avant de se déverser dans le fleuve Wairoa à 5 km à l’est de la ville de Dargaville .
La partie inférieure du cours de la rivière est notable pour ses méandres, sinuant à travers un terrain bas et humide, et plusieurs bras morts qui sont associés avec l’étalement de la rivière.